# NRP Douro (1913)
Pour les articles homonymes, voir NRP Douro.
Le NRP Douro était un destroyer de classe Guadiana construit pour la marine portugaise dans les années 1910.

## Conception
La marine portugaise avait eu du mal à obtenir des fonds pour de nouveaux navires après les années 1890, quand un certain nombre de croiseurs protégés et de petits bâtiments avaient été construits. La marine portugaise a néanmoins fait des tentatives répétées pour lancer des programmes ambitieux de construction navale. Après le renversement de la monarchie portugaise en 1910, la marine soumet en 1912 un autre grand plan de construction navale, que le nouveau gouvernement républicain approuve, mais dont il réduit ensuite la portée en 1913. Le plan révisé prévoyait deux nouveaux croiseurs, six destroyers et trois sous-marins. La classe Guadiana de quatre destroyers constituait une partie importante du programme. Les deux premiers navires, le Douro et le Guadiana, ont été construits au milieu des années 1910, et le succès du Douro a conduit le gouvernement à commander la deuxième paire de navires. La conception des nouveaux navires a été réalisée par Yarrow Shipbuilders.

## Caractéristiques
Les navires de la classe Guadiana mesuraient 73,2 m de long, avec un maître-bau de 7,2 m et un tirant d'eau de 2,3 m. Ils avaient un déplacement de 523 tonnes à charge standard et jusqu’à 670 tonnes à pleine charge. Les superstructures étaient composées d’une petite passerelle à l’avant et d’un poste de commandement secondaire plus petit placé plus à l’arrière. Chaque navire avait un mât unique, immédiatement en arrière de la passerelle principale. Les navires avaient une étrave droite et une teugue courte qui se terminait devant la passerelle. Selon la revue annuelle de Conway intitulée All the World’s Fighting Ships, chaque navire avait un équipage de 80 officiers et hommes du rang,, mais le Journal of the American Society of Naval Engineers contemporain annonce un effectif total de 72 hommes, dont 5 officiers.
Les navires étaient propulsés par deux turbines à vapeur Parsons qui entraînaient trois hélices, avec une turbine haute pression sur l’arbre central et deux turbines basse pression ainsi que des turbines inversées sur les arbres extérieurs. La vapeur était fournie par trois chaudières Yarrow à tubes d’eau, chacune ventilée par une cheminée individuelle. Les moteurs ont été conçus pour produire 11000 ch (8200 kW) à une vitesse maximale de 27 nœuds (50 km/h). À une vitesse plus économique de 15 nœuds (28 km/h), les navires pouvaient parcourir 1600 milles marins (3000 km). Les navires avaient une capacité de stockage de charbon de 148 tonnes,.
Les navires étaient équipés d’un unique canon de 102 mm et de deux canons de 76 mm, ainsi que de quatre tubes lance-torpilles de 18 pouces (457 mm). Le canon de 102 mm était placé sur le gaillard d'avant et les canons de 76 mm étaient montés plus à l’arrière dans l’axe du navire, un entre la première et la deuxième cheminée, et l’autre canon plus à l’arrière. Les trois canons étaient placés sur des plates-formes surélevées pour leur donner de meilleurs champs de tir. Les tubes lance-torpilles étaient répartis en deux affûts doubles, également sur l’axe central du navire, un à l’arrière de la troisième cheminée et l’autre à la poupe,. Les canons ont été fournis par la Elswick Ordnance Company située au Royaume-Uni.

## Historique des services
Le Douro a été construit à l’Arsenal de la Marine de Lisbonne et a été lancé le 22 janvier 1913. Son équipement a ensuite été terminé et il a été prêt à commencer ses essais en mer en juillet. En mai 1915, le navire avait terminé ses essais et était entré en service actif.
La marine portugaise a joué un rôle majeur dans la politique intérieure du pays au début du XXe siècle. L’armée portugaise a déclenché en décembre 1917 un coup d’État contre le gouvernement, et la marine a riposté le 8 janvier 1918 pour rétablir le gouvernement républicain. Le Douro, son navire jumeau le Guadiana et le vieux navire de guerre Vasco da Gama étaient alors ancrés à Lisbonne, où l’artillerie de campagne de l’armée a pris les navires sous son feu. Le Vasco da Gama a échangé des tirs avec l’artillerie, mais après environ vingt-cinq minutes de tir, il a abandonné la lutte et a hissé un drapeau blanc, incitant le Douro et le Guadiana à faire de même. Après avoir été pris sous le feu des fusils des soldats à terre, les équipages du Douro et du Guadiana ont abandonné leur navire et se sont réfugiés derrière le patrouilleur américain Corsair, qui était alors amarré dans le port. Aucun des navires n’a été endommagé dans l’incident.
Lors des troubles qui ont secoué Lisbonne dans la nuit du 10 décembre 1923, le capitaine du Douro, Manuel Carvalho, et une partie de son équipage se sont rangés aux côtés des rebelles. Carvalho a lancé un ultimatum aux autres navires de guerre présents dans le port et a tiré plusieurs coups de canon sur un village périphérique, mais aucun autre navire n’était prêt à se joindre à l’insurrection. La rébellion s’est rapidement effondrée et Carvalho s’est rendu avec son navire. Lui et les éléments insurgés de l’équipage ont été emprisonnés au fort de São Julião da Barra et le Douro a été désarmé. Le reste de l’équipage a été envoyé en permission et les autres navires de guerre présents à Lisbonne ont été dispersés dans d’autres ports pour éviter un autre incident. Malgré la défaite de l’insurrection, le gouvernement d’António Ginestal Machado a été contraint de démissionner après un vote de défiance au parlement portugais.
Le navire a finalement été mis à la ferraille en 1931.